# Capitolina Díaz
Capitolina Díaz Martínez (Villadepalos, León; 24 de agosto de 1952) es una socióloga española especializada en Sociología de la Educación, Sociología del Género y Metodología de las Ciencias Sociales. Ha sido primera directora de la Unidad de Mujeres y Ciencia (2006-2008) y directora general para la Igualdad en el Empleo del Gobierno de España (2008-2010). Desde 2012 es profesora de la Universidad de Valencia y desde octubre de 2013 es presidenta de la Asociación de Mujeres Investigadoras y Tecnólogas.

## Trayectoria
Nacida en Villadepalos y criada en Ponferrada, se licenció en Sociología por la Universidad Complutense de Madrid y se doctoró en la Universidad de Londres.
Ha sido desde 1992 profesora titular del Departamento de Sociología de la Universidad de Oviedo, donde ha formado parte del CIFEM (Centro de Investigaciones Feministas y Estudios de las Mujeres). También fue profesora visitante de las universidades de Stanford (EE.UU), UAM (México), Moa (Cuba) y El Comahue (Argentina). 
De enero de 2006 a febrero de 2008 fue la primera directora de la Unidad de Mujeres y Ciencia del Ministerio de Educación y Ciencia del Gobierno de España, órgano creado en 2005 para promover la aplicación del principio de transversalidad de género, o mainstreaming, en los ámbitos científico, tecnológico y de innovación.
En marzo de 2006 la Asociación de Mujeres Progresistas Bercianas ofreció su premio Mujer 2006 a Capitolina Díaz Martínez.
Durante el año 2008 fue Consejera de Investigación en la Representación Permanente de España ante la Unión Europea en Bruselas y en diciembre de 2008 fue nombrada directora general para la Igualdad en el Empleo en el Gobierno de José Luis Rodríguez Zapatero.
Fue directora general para la Igualdad en el Empleo del Ministerio de Igualdad (2008-2010) y directora de la Oficina de Relaciones Internacionales del Ministerio de Igualdad.
Desde diciembre de 2012 es profesora del Departamento de Sociología de la Universidad de Valencia en el Departamento de Sociología y Antropología Social donde entre otros temas ha investigado la brecha salarial de las mujeres (2015).
Entre octubre de 2013 y octubre de 2016 fue presidenta de la Asociación de Mujeres Investigadoras y Tecnólogas.

## Publicaciones

### Libros
- El presente de su futuro: modelos de autopercepción y de vida entre los adolescentes españoles. (1996) Siglo XXI de España ISBN 84-323-0936-2
- Sociología y género (2013) Editorial Tecnos

En colaboración:
- Ética (Madrid, Anaya, 1995 y 2003 y 2008).
- El presente de su futuro Modelos de autopercepción y vida de los adolescentes españoles (Madrid, Siglo XXI, 1996)
- Dinero, Amor e Individualización (Oviedo, KRK, 2004)
- Modern Couples Sharing Money, Sharing Life (Londres: Palgrave-Macmillan, 2007)
- Viejas sociedades, nuevas sociologías (Madrid: CIS, 2005)

### Artículos
(selección)
- ¿Aman la ciencia las mujeres de comienzos del siglo XXI? ¿Ama el sistema de ciencia a las mujeres? (Sociedad Española de Bioquímica y Biología Molecular, 2013);

- Gender inequalities and the role of money in Spanish dual-income couples (European Societies, 2010);

- Horarios más adecuados, vidas más igualitarias. Horarios laborables compatibles con la igualdad, base de una economía sostenible (Nombres propios, 2010)